# Посольство Швеции в Тбилиси
Посольство Швеции в Тбилиси — дипломатическое представительство Королевства Швеция в Грузии.  
- Адрес: 0162 Тбилиси, Ваке-Сабуртало, Ваке, улица Кипшидзе, 15 (6 декабря 2010 года).
- Телефон: +995 32 255 03 20
- Факс: +995 32 222 48 90
- Электронная почта: ambassaden.tbilisi@foreign.ministry.se

Посол Швеции в Грузии: Диана Янсе (с 2010 года). 

## Консульские услуги
Шенгенские визы выдаются посольством Латвии в Тбилиси. Рабочие визы выдаются в посольстве Швеции в Киеве.

## Аккредитация
Посольство также представляет интересы Швеции в Армении (с марта 2011 года).